# Syntorp
Syntorp är en by i Ringarums socken, Valdemarsviks kommun.
Syntorp omtalas i dokument första gången 1415 då en "magnus i siwndathorppe" var faste vid ett jordköp. I årliga räntan 1535 upptas en skattebonde i Syntorp, 1543 redovisas två mantal i Syntorp, ett mantal skattejord och ett mantal kyrko/kronojord. Kronojorden har senare räknats som utjord och har delvis varit förlänad som frälse. I samband med storskiftet 1764 fanns här två gårdar, 1774 upptas tre brukare i husförhörslängden, i samband med laga skifte 1850 flyttas en av gårdarna ut från gårdstomten. 1893 fanns fem gårdar i byn. På 1980-talet fanns sex fastigheter sedan arrendatorsbostaden vid en av gårdarna styckats av.
Syntorp har haft ett flertal torp. Torpet Betlehem förekommer vid mitten av 1700-talet men förefaller ha rivits kort efteråt. Björkbacken var i början av 1800-talet bostad för den avskedade båtsmannen och kyrkväktaren Carl Gåse, men torde ha rivit kort efter hans död. Eksätter var bostad för avskedade båtsmannen Nils Gåse från 1820-talet och torde ha rivits efter hans död 1840. Gåstorpet var båtsmansboställe nr. 163 vid Östergötlands båtsmanskompani och omtalas första gången 1677. Understundom har torpet kallats Syntorpstorpet, och det bör vara ett flertal olika torp som avlöst varandra. Nuvarande torp är uppfört under senare hälften av 1800-talet. I närheten av båtsmanstorpet låg Syntorps skvaltkvarn. Hult omtalas första gången i 1805–1809 års husförhörslängd. Nuvarande huvudbyggnad är uppförd 1881, och 1893 avstyckades Hult som småbruk. Backstugan Karlsborg uppfördes i början av 1880-talet. Intill denna uppfördes 1938 fastigheten Karlsro. Torpet Källsätter omtalas försa gången i husförhörslängden 1774–1779. Sista innehavarna flyttade ut 1908 och stugans res på 1910-talet. Torpet Lövhöagen byggdes i början av 1840-talet, sista innehavarna flyttade ut 1895 och kort därefter revs torpet. Stubbkärr var namnet på ett torp, omtalat första gången i husförhörslängden 1805–1809. I början av 1810-talet tillkom även en backstuga i Stubbkärr. Sista innevånaren i backstugan flyttades ut 1881 och därefter revs den. 1910 dog sista innehavaren av torpet och på 1910-talet revs även det.

## Källa
- Gusumstraktens bebyggelse, Claes-Göran Petersen, s 20-25 + 86-93.